# Malesherbes (Métro Paris)

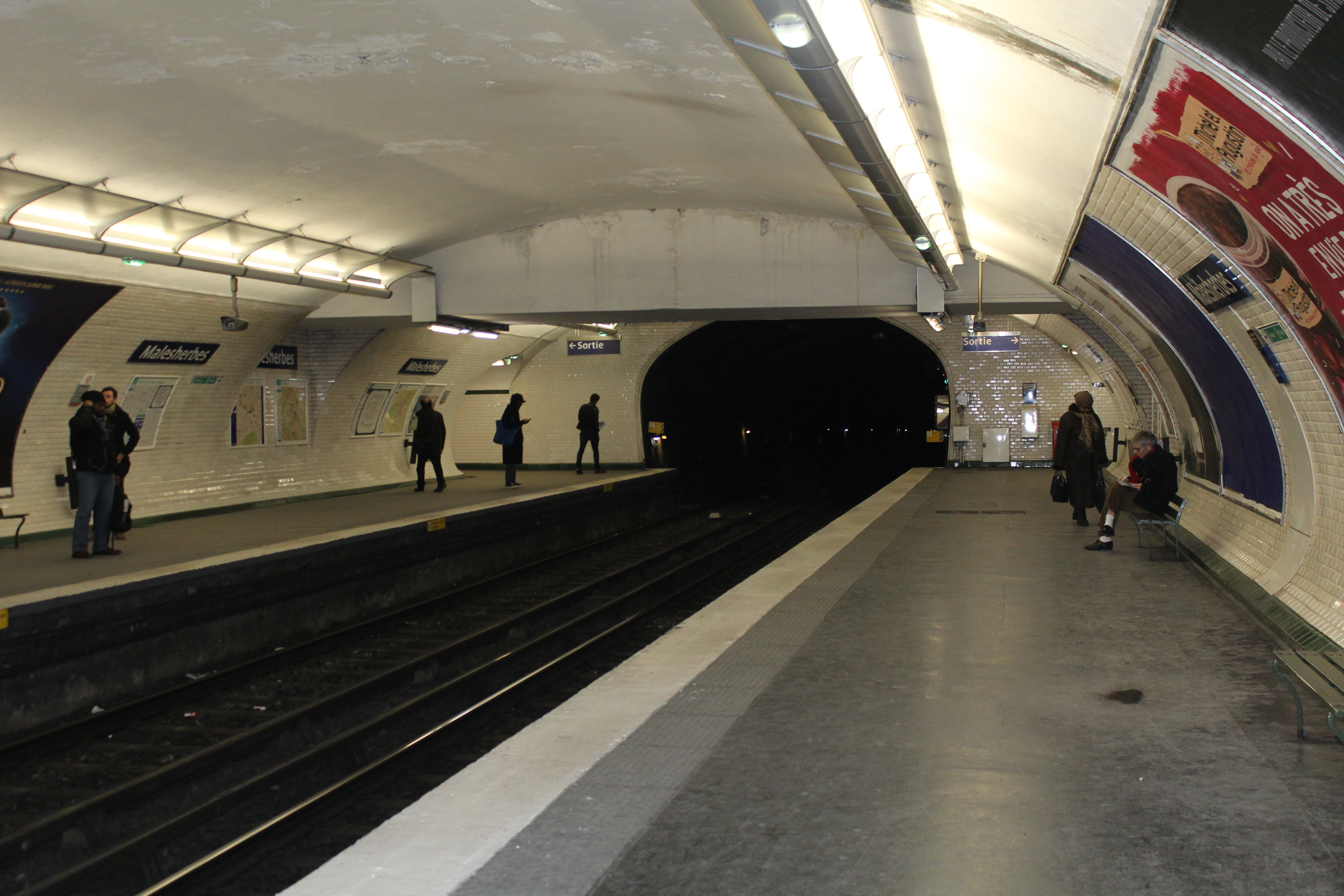
Östlicher Tunnelmund mit Ausgängen

Der U-Bahnhof Malesherbes [malzɛʁb] ist eine unterirdische Station der Linie 3 der Pariser Métro.

## Lage
Die Station befindet sich im Quartier de la Plaine-de-Monceaux des 17. Arrondissements von Paris. Sie liegt längs unter der Avenue de Villiers in Höhe der Place du Général Catroux.

## Name
Den Namen gibt der Boulevard Malesherbes, der die Avenue de Villiers auf der Place du Général Catroux kreuzt. Chrétien-Guillaume de Lamoignon de Malesherbes (1721–1794) war ein französischer Anwalt, Minister, Direktor der königlichen Bibliothek und Mitglied der Académie française. 1792 übernahm er die Verteidigung des Königs Ludwig XVI. vor dem Konvent, 1794 wurde er mit der Guillotine hingerichtet.

## Geschichte und Beschreibung

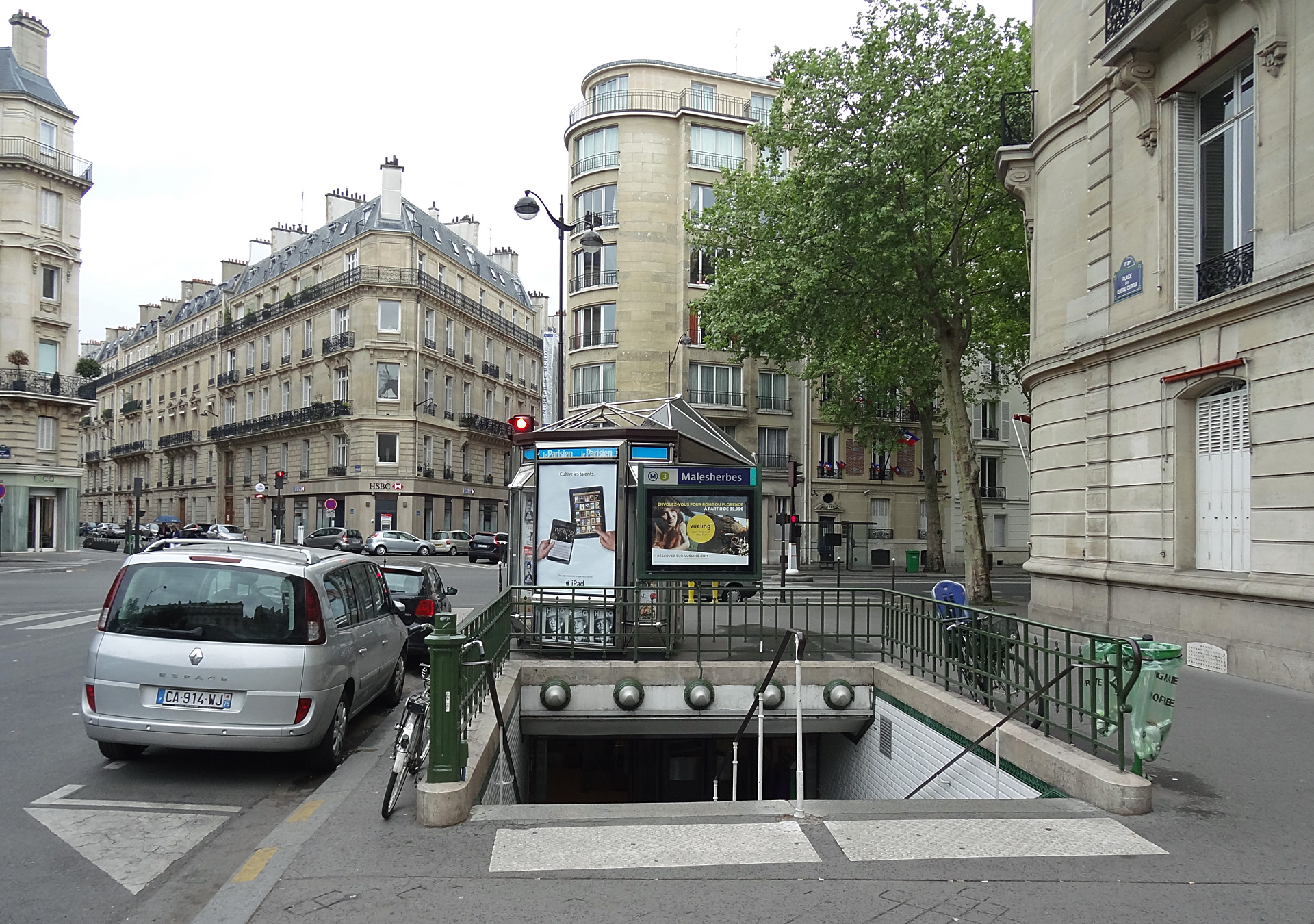
Zugang an der Place du Général-Catroux

Die Station wurde am 23. Mai 1910 von der Compagnie du chemin de fer métropolitain de Paris (CMP) mit der nordwestlichen Verlängerung der Linie 3 in Betrieb genommen. Diese wurde damals von der Station Villiers bis zur Station Pereire verlängert.
Die Station hat die ursprüngliche Pariser Standardlänge von 75 m. Unter einem elliptischen Deckengewölbe weist sie Seitenbahnsteige an zwei parallelen Streckengleisen auf, die Seitenwände folgen der Krümmung der Ellipse. Die Wände sind weiß gefliest, die Decke ist weiß gestrichen.
Der einzige Zugang befindet sich am westlichen Stationsende vor dem Haus Nr. 15 an der Place du Général-Catroux. Vor dem Haus Avenue de Villiers 40 gibt es einen Ausgang mit Rolltreppe.

## Fahrzeuge

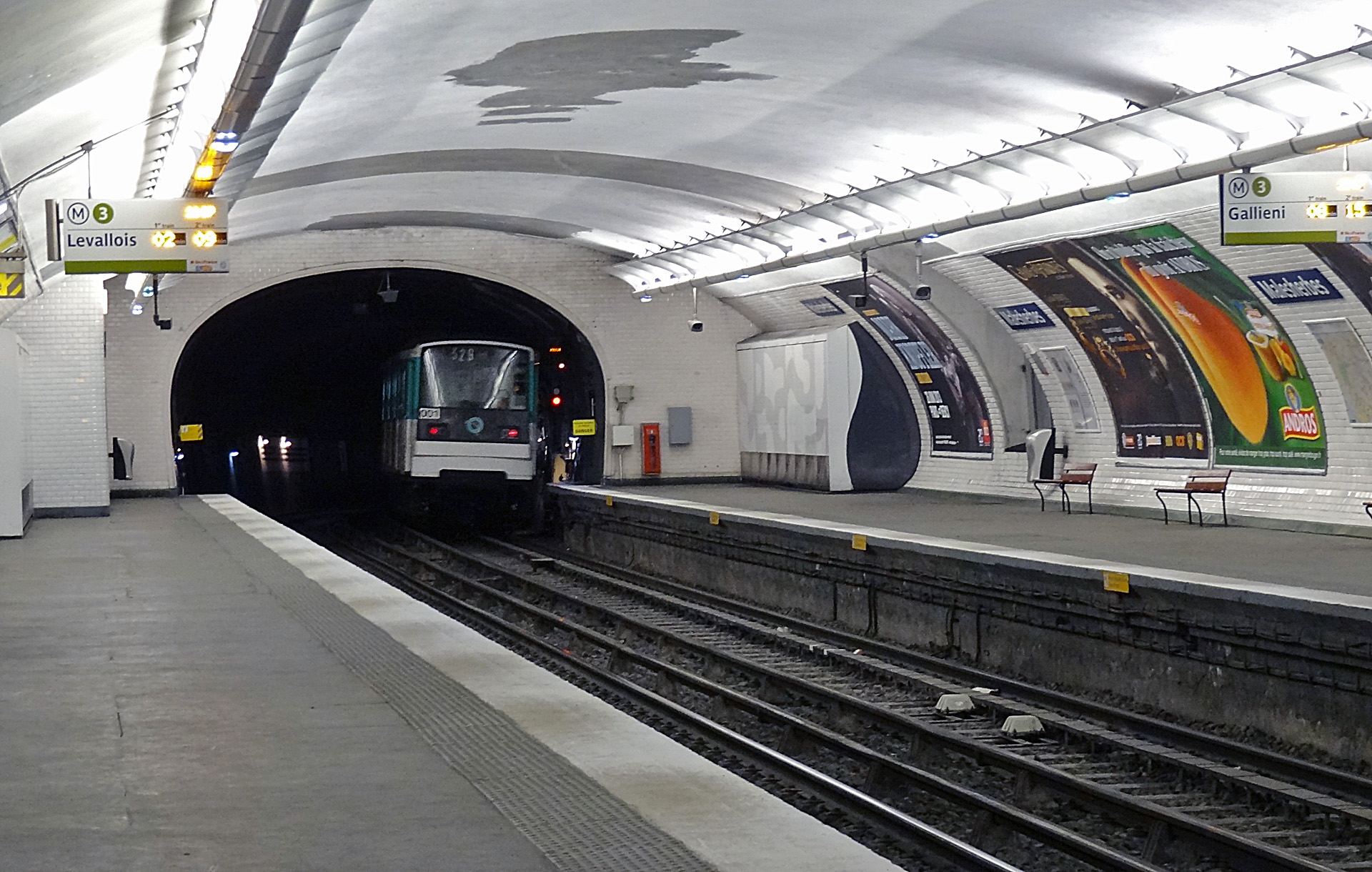
Zug der Baureihe MF 67 bei der Ausfahrt in Richtung Gallieni

Die Linie 3 wurde von Anfang an mit vierachsigen Fahrzeugen auf Drehgestellen ausgestattet. Sie wurden später durch Sprague-Thomson-Züge ersetzt, die dort bis 1967 verkehrten. In jenem Jahr erhielt die Linie 3 als erste die neue, klassisch auf Stahlschienen laufende Baureihe MF 67. Die zwischen 2005 und 2008 renovierten Züge waren dort im Jahr 2024 nach wie vor im Einsatz, ab 2028 sollen sie von Fahrzeugen der Baureihe MF 19 abgelöst werden.